# Scapolare di San Michele Arcangelo

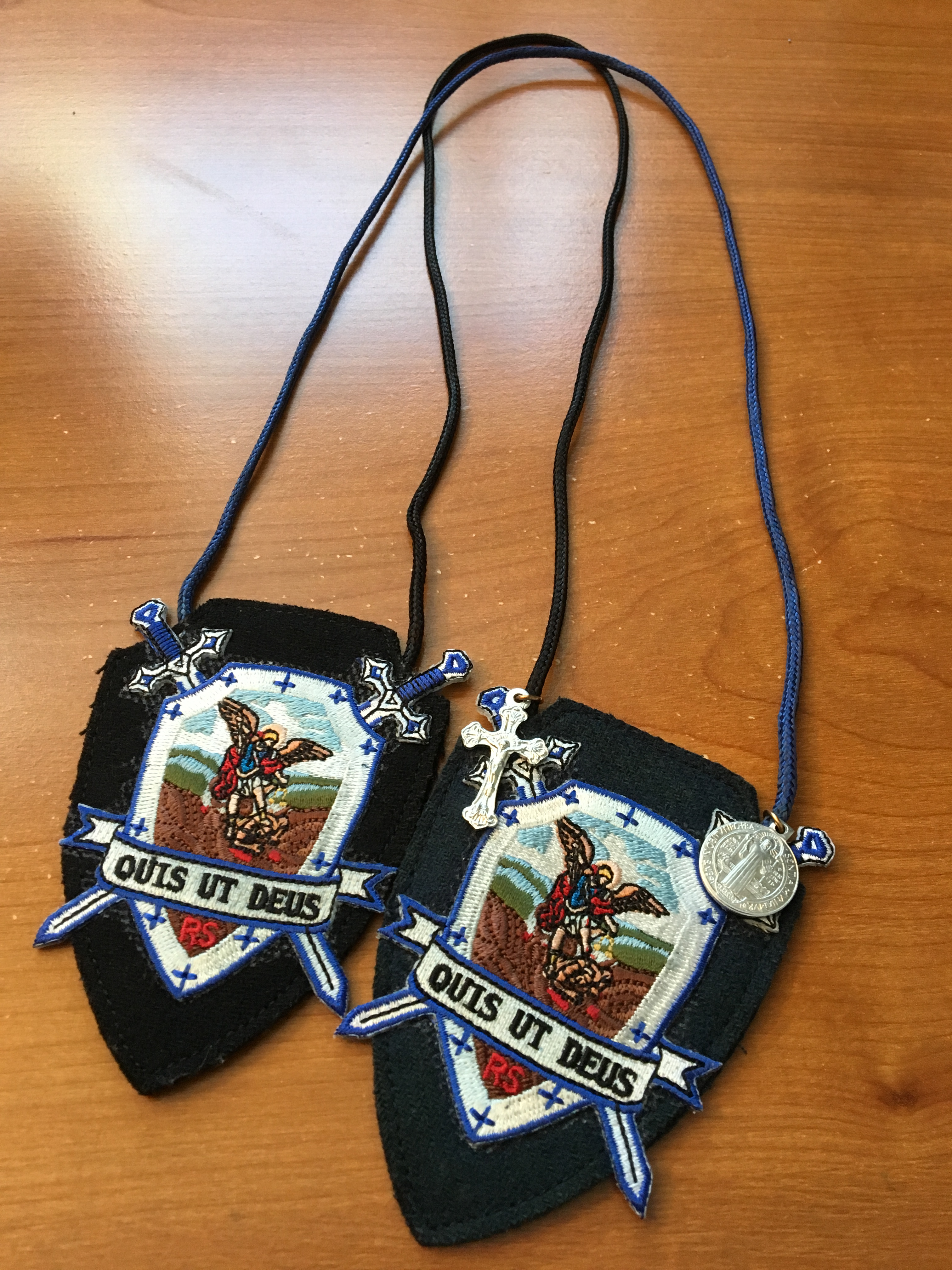
Scapolare di San Michele Arcangelo.

Lo Scapolare di San Michele Arcangelo è una pratica devozionale della Chiesa Cattolica Romana in onore dell'arcangelo san Michele. La sua origine è antecedente al 1878. In passato, era il simbolo dell'ormai defunta Arciconfraternita dello Scapolare di San Michele.

## Arciconfraternita dello Scapolare di San Michele
Papa Leone XIII approvò per la prima volta questo scapolare cui papa Pio IX estese la propria benedizione.
Nel 1878 fu fondata una confraternita in onore di San Michele Arcangelo nella Chiesa di Sant'Eustachio in Roma, e l'anno successivo nella Chiesa di Sant'Angelo in Pescheria. Nel 1880 Leone XIII la elevò al rango di arciconfraternita, denominata Arciconfraternita dello Scapolare di San Michele. Nel 1903 la Congregazione delle Indulgenze attribuì il beneficio divino allo scapolare del quale fu vestito ogni membro della confraternita.
L'Arciconfraternita dello Scapolare di San Michele non va confusa con la Confraternita di San Michele, pia associazione avente sede presso la Basilica Santuario di Monte Sant'Angelo, che fu approvato da papa Giulio III nel 1555.

## Pratica attuale
Estinta la confranternita, lo scapolare è divenuta una pratica devozionale aperta e possibile per qualsiasi fedele e sacerdote.
Lo scapolare è costituito da due parti di stoffa a forma di scudo; una di stoffa azzurra e l'altra di tela nera, mentre una delle bande parimenti è azzurra e l'altra nera. Entrambe le parti dello scapolare recano la nota rappresentazione dell'Arcangelo San Michele che sconfigge Satana e l'iscrizione "Quis ut Deus?" (chi è come Dio?), una traduzione del nome ebraico di Michele (Mi — "chi", cha — "mi piace", el — "Dio").